# Jofré II Martell
Jofré II Martell fou fill i successor de Folc III Nerra al Comtat d'Anjou el 1040.
Jofré II Martell es va apoderar el 1032 del comtat de Vendôme expulsant el comte Folc l'Ocell.
Al mateix any es va apoderar també de la Santonya que pertanyia a Guillem de Poitou a qui va fer presoner el 1033 a la batalla de Moncontour i el va obligar a la cessió contra la llibertat. També es va apoderar el mateix any de terres al Maine. Durant aquest període, vers el 1035, va fundar l'Abadia de la Trinitat de Vendôme.
El 15 de desembre del 1038 va morir el comte de Poitou Guillem el gros, i Jofré que estava casat amb la vídua del seu pare (Guillem V el gran) Agnès de Borgonya, va ajudar-la a reclamar la successió pel fill Guillem Aigret, que havia tingut amb Guillem el gran. Eudes, duc de Gascunya, es va imposar inicialment però el 1039 Jofré va aconseguir derrotar Eudes, i va fer reconèixer arreu a Guillem Aigret; Eudes va morir assetjant Mauzé i Martell va quedar l'amo de facto del Poitou a través de la seva dona i regent Agnès de Borgonya.
El 1040 va succeir al pare al comtat d'Anjou. El rei li va reconèixer la Turena (Tours) però tot i així va continuar combatent els comtes de Blois als quals va derrotar a Bouy el 1044 fent presoner a Tibau III que va haver de renunciar a la Turena.
Després Jofré va iniciar els passos per conquerir el Maine: primer va lluitar contra el bisbe Gervais de Chateau du Loir (i de la casa dels Belleme) al qual el 1047 va fer presoner; després va conquerir Chateau du Loir el 1048; la presó de Gervais li va costar l'excomunió el 1049. El 1051 va ocupar Le Mans.
També va conquerir temporalment Belleme i Alençon a la Normandia. El 1051 el rei de França que era hostil al comte d'Anjou, veient el creixent poder de Normandia es va aliar a Jofré però ambdós foren derrotats pel normand a Varaville, i Alençon, Belleme i d'altres castells foren reconquerits.
El 1057 Jofré es va apoderar del comtat de Nantes.
El 1060 va morir el comte Jofré Martell i el va succeir el seu nebot Jofré III el barbut (fill de Jofré II Ferreol comte del Gatinais i d'Ermengarda d'Anjou, germana de Jofré Martell).